# Aprostocetus nymphis
Aprostocetus nymphis är en stekelart som först beskrevs av Walker 1839.  Aprostocetus nymphis ingår i släktet Aprostocetus och familjen finglanssteklar. Inga underarter finns listade i Catalogue of Life.